# اقبلين (تافضنا)
اقبلين هي إحدى مشيخات المملكة المغربية، تتبع جغرافيا لإقليم الصويرة وإداريًا لتافضنا. يقدر عدد سكانها بـ 3098 نسمة حسب الإحصاء الرسمي للسكان والسكنى لسنة 2004.